# Künstlerkreis der Medailleure München
Der Künstlerkreis der Medailleure München, zeitweilig auch nur Künstlerkreis der Medailleure genannt, ist eine in den 1980er Jahren in München gegründete Künstlergruppe von Medailleuren der zeitgenössischen Kunst, die unter anderem regelmäßig zeitkritische Medaillen zu festgelegten Themen erarbeitet.

## Geschichte
Der Künstlerkreis, anfangs unter dem Namen Künstlerkreis der Medailleure München, entstand 1988 auf Anregung des Grafikers und Medailleurs Reinhart Heinsdorff in Zusammenarbeit mit der damaligen Hauptkonservatorin der Staatlichen Münzsammlung München, Ingrid Szeiklies-Weber. Ziel der Initiative war, „die Medaille auf ein neues Niveau künstlerischer Gestaltung zu heben“. Zunächst fanden sich dann in München tätige Künstler zusammen, meist Bildhauer und in Wettbewerben bereits erfahrene Medailleure, die dann individuell gestaltete „Prägemedaillen von hoher Qualität“ schufen. Diese loteten am Medium Medaille Fragestellung aus vor allem zu den Spannungsfeldern „zwischen Zwei- und Dreidimensionalität bis zur ordnenden Kraft des Medaillenformats für die inhaltliche Darstellung“ und leisteten hierdurch zunächst einen besonderen Münchener Beitrag Medaillenkunst des Jahrhunderts.
Durch die Deutsche Wiedervereinigung stießen zu der anfänglich örtlich begrenzten Künstlergruppe auf Veranlassung durch das Münzkabinett Berlin und die Staatliche Münze München jedoch schon 1990 Künstler der ehemaligen Deutschen Demokratischen Republik hinzu. So ging von dem Thema „Wiedervereinigung“ der Impuls aus für seitdem jährlich wechselnde Themen-Editionen. Anstelle der bisher geprägten Medaillen traten nun gegossene Medaillen, im Zeitraum von 1991 bis 2005 beispielsweise unter Obertiteln wie „Neubeginn, Wir – Porträtmedaillen, Fläche und Raum, Geflügelte Worte, Ordnung/Chaos, Europa, Weimar 1999, Mein München, Der Maler Lenbach aus Schrobenhausen“ sowie zahlreiche andere. Zusätzlich entstand 1994 ein Gemeinschaftsprojekt namens Turmbau zu Babel.
Anlässlich des Jubiläums des 15-jährigen Bestehens der Künstlergruppe wurden in den Jahren 2003 und 2004 umfangreiche Retrospektiven im Münzkabinett der Staatlichen Kunstsammlungen Dresden und in Schrobenhausen gezeigt, auch mit durch die Deutsche Bundesbank verwirklichten Gedenkmünzen aus dem Œuvre der Künstlergruppe. Begleitet wurden die Ausstellungen durch einen 2003 in der Reihe Die Kunstmedaille in Deutschland erschienenen Katalog unter dem Titel Der Künstlerkreis der Medailleure München, in dem die Werke der beteiligten Künstler umfangreich und mit Essays vor allem der Münchner Beiträge zur Medaillenkunst im 20. Jahrhundert dargestellt wurden.

## Mitglieder
Mitglieder des Künstlerkreises sind Friedrich Brenner, Wolfgang van Elst, Erich Ott, Hubertus von Pilgrim, Barbara Ruppel, Sonja Seibold.
Andere bekannte Mitglieder des Künstlerkreises waren die bereits verstorbenen Horst Auer, Reinhart Heinsdorff, Carl Vezerfi-Clemm und Angelika Wetzel.